# Puihardy
Puihardy – miejscowość i gmina we Francji, w regionie Nowa Akwitania, w departamencie Deux-Sèvres.
Według danych na rok 1990 gminę zamieszkiwały 44 osoby, a gęstość zaludnienia wynosiła 37 osób/km² (wśród 1467 gmin regionu Poitou-Charentes Puihardy plasuje się na 922. miejscu pod względem liczby ludności, natomiast pod względem powierzchni na miejscu 1143.).